# Saxoni

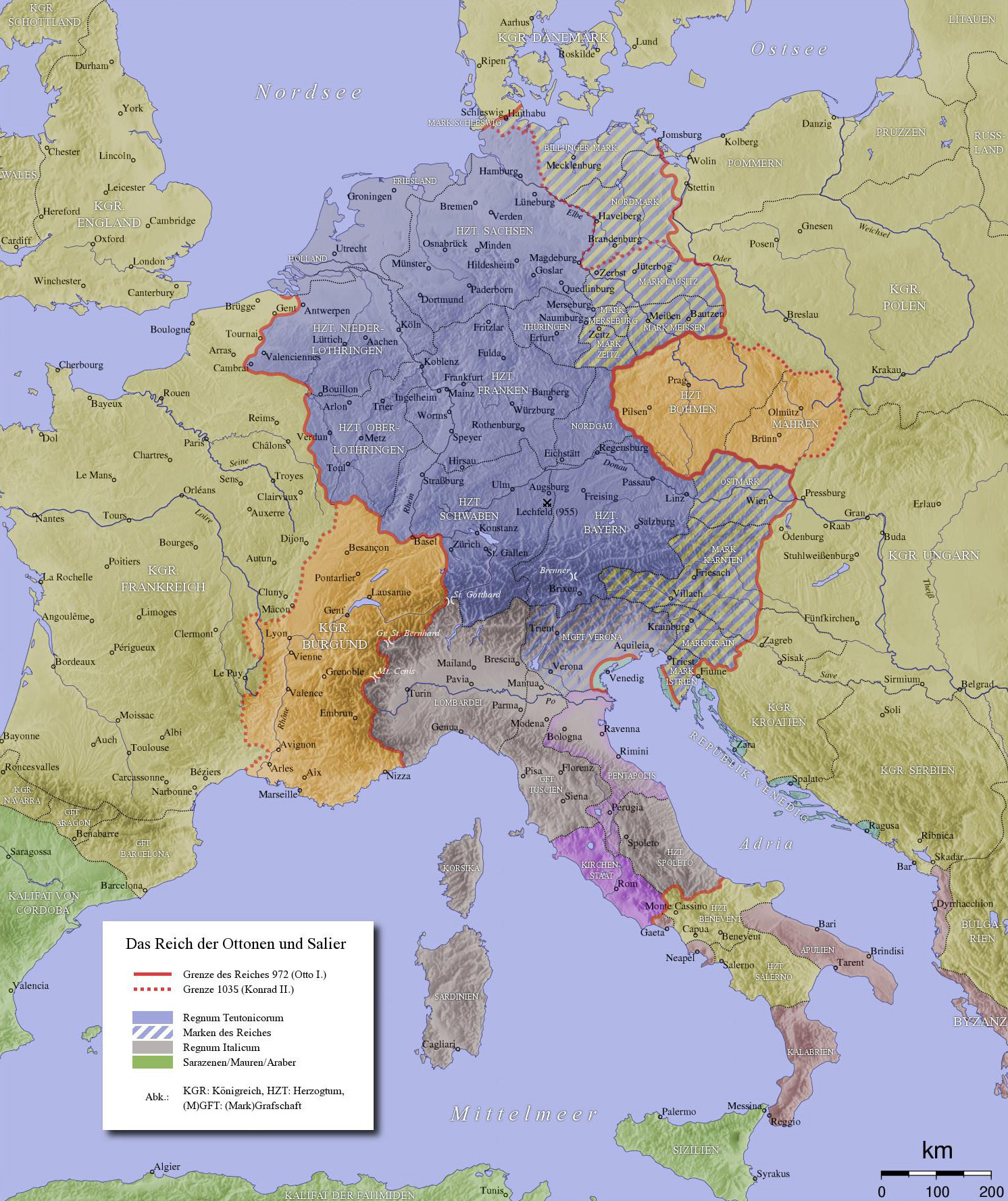
Hartă arătând patria saxonilor (Ducatul Saxoniei [ger. Herzogtum Sachsen] în secolul al zecelea) în regiunea mărginită de cele trei râuri: Weser, Eider, și Elba

Saxonii (lat.: Saxones) erau o confederație de triburi germanice păgâne, aparținând din punct de vedere etno-lingvistic ramurii apusene. Ei se găsesc chiar acum, începând din secolul al III-lea, pe cursurile inferioare ale Weser-ului și Elbei. Anglii locuiau în sudul peninsulei Iutlanda, în vreme ce iuții, un alt neam înrudit cu celelalte două, și care le-a întovărășit în migrație, se găseau în nordul Iutlandei. 
Au fost dușmani de veacuri ai francilor, încă de pe vremea lui Clovis I, merovingianul. Francii i-au înfrânt, în cele din urmă, la 804 (pe vremea carolingienilor), anexându-le meleagurile (Saxonia Veche) și i-au încreștinat cu sila. 
Migrația acestor neamuri spre Britannia a fost favorizată de părăsirea insulei de către trupele romane, la începutul secolului al V-lea d.C. Chemați pe la mijlocul aceluiași secol ca mercenari de britanii romanizați, pentru a lupta cu scoții și picții, înaintașii irlandezilor și ai scoțienilor de astăzi, anglii și saxonii constată că fosta provincie romană oferă condiții prielnice stabilirii lor. Grupuri din ce în ce mai numeroase încep să sosească de pe continent, îi masacrează pe britani sau îi obligă să se refugieze spre Țara Galilor, Cornwall sau Bretania franceză de astăzi (fosta Armorica). Prin anii 500 apar primii regi, iar în secolul al VI-lea se conturează mai multe regate, care își dispută întâietatea și se afirmă, în diferite etape: Northumbria, Wessex, Kent. Invazia vikingă creează mari dificultăți anglo-saxonilor, care reușiseră să se unifice sub stăpânirea regelui Alfred cel Mare (871-899). De-abia în secolul al XI-lea, regatul anglo-saxon își recapătă pentru o scurtă perioadă independența, în 1066 având loc cucerirea normandă sub conducerea ducelui Wilhelm.
Saxonii au lăsat în urma lor mai multe regiuni politico-istorice, care le poartă numele: 
- în Marea Britanie:
  1. saxonii de răsărit: au creat Regatul Essex;
  2. saxonii de mijloc: au creat provincia Middlesex;
  3. saxonii de miazăzi: conduși de Aelle, au creat Regatul Sussex;
  4. saxonii de apus: au creat Regatul Wessex.

- în Germania: 
  1. Saxonia: creată la 1918, pe ruinele Ducatului medieval al Saxoniei, ale Principatului Elector romano-german al Saxoniei și ale Regatului Saxoniei;
  2. Saxonia de Jos: cea mai mare parte a landului a aparținut Regatului Hanovra. În 1946, a fost creată prin contopirea Statului Hanovra cu alte trei state germane mai mici (Braunschweig, Oldenburg și Schaumburg-Lippe);
  3. Saxonia-Anhalt: formată în 1945, pe ruinele fostei provincii prusace Saxonia și ale Statului Liber Anhalt.